# Europ Decor
Europ Decor war ein belgisches Radsportteam, das von 1982 bis 1984 bestand.
Zu den Teammanagern gehörten Lucien Willekens und Ronald De Witte. Bei der Tour de France 1984 gewannen Fahrer des Teams vier Etappen und die Punktewertung.

## Erfolge
1982
- E3 Harelbeke
- zwei Etappen Herald Sun Tour
- Schaal Sels

1983
- drei Etappen Andalusien-Rundfahrt
- Gesamtwertung und eine Etappe Drei Tage von De Panne
- eine Etappe Giro d’Italia
- drei Etappen Tour de Suisse
- Scheldeprijs
- drei Etappen und Punktewertung Katalonien-Rundfahrt

1984
- Prolog und zwei Etappen Andalusien-Rundfahrt
- Prolog Valencia-Rundfahrt
- GP Pino Cerami
- Grand Prix de Wallonie
- eine Etappe Tour de Romandie
- eine Etappe Tour de Suisse
- vier Etappen  und Punktewertung Tour de France
- eine Etappe Tour of Norway

## Grand-Tours-Platzierungen
| Grand Tour         | 1982 | 1983 | 1984 |
| ------------------ | ---- | ---- | ---- |
| Giro d’ItaliaGiro  |      | 32   |      |
| Tour de FranceTour | –    | 48   | 48   |

## Bekannte ehemalige Fahrer
- Jan Bogaert (1982–1983)
- Frank Hoste (1983–1984)
- Gerrie Knetemann (1984)
- Alfons De Wolf (1984)